# Ujgurok
Az ujgurok (ئۇيغۇرلار, Уйғурлар, Uyghurlar) mintegy tíz milliós népe túlnyomórészt Kína nyugati részén, Hszincsiang Ujgur Autonóm Tartományban él. Hazájukat egymás között Ujgurisztánnak, illetve Kelet-Turkesztánnak hívják. A húszmilliós Hszincsiang Kína legnagyobb területű tartománya; fővárosa Ürümcsi. Területén, amely 16-szor nagyobb Magyarországnál, 13 etnikum él, legnagyobb lélekszámban az ujgurok. Az ötven éve tartó erőszakos kínai betelepítések miatt arányuk 50 százalék alá csökkent.

## Történetük
Első önálló államuk a 745 és 840 között fennálló Ujgur Kaganátus volt, amit a kirgizek igáztak le. Az ujgurok egyik ága korábbi birodalmuk szétbomlása után 840-ben Kelet-Turkesztánban telepedett le. Ez a terület a híres selyemút révén már az ókorban is fontos kereskedelmi csomópont volt, és a kínai császárok már a 4. századtól igyekeztek birodalmukhoz csatolni. Az ujgurok kelet-turkesztáni letelepedésük után eleinte buddhisták voltak, ezt igazolják a máig fennmaradt buddhista templomok és kolostorok. A 10. században főleg török hatásra felvették az iszlám vallást. Kínai források szerint az ujgurok már ebben az időszakban is híres gyógyítók voltak.
A 8. századtól kialakuló ujgur kultúra sikeresen integrálta a han, valamint a török kultúra elemeit. Ezután azonban a mongolok hatszáz éven át tartották uralmuk alatt Kelet-Turkesztánt is. A 16. századtól aztán a terület a kínai, orosz és brit érdekszférák ütközési pontjába került, majd végül laza kínai fennhatóság alá került. A kínaiak 1759-ben nevezték át Kelet-Turkesztánról Hszincsiangra (Új Határvidék).
A muzulmán ujgurok időről időre felerősödő függetlenségi törekvései a 19. századtól jelentős gondot okoztak az aktuális pekingi kormányzatnak. Az ujgurok 1815-ben, 1825-ben, 1830-ban, 1847-ben és 1857-ben is felkelést indítottak a kínai hatalom ellen. 1864-ben fellázadtak a mandzsu Csing-dinasztia ellen, ám a független Kelet-Turkesztán államukat 1876-ban Kína legyőzte, és nyolc évvel később Hszincsiang néven a császársághoz csatolta.
A császárság 1911-es bukását követően 1933-ban és 1944-ben rövid életű államalakulatok léteztek Kelet-Turkesztán, illetve a Szovjetunió által támogatott Második Kelet-turkesztáni Köztársaság néven. Utóbbit a kínai polgárháborúban győztes kommunista Kínai Népi Felszabadító Hadsereg gyakorlatilag ellenállás nélkül annektálta újra 1949-ben. 1955 óta hivatalosan Hszincsiang–Ujgur Autonóm Területnek nevezik.
Az ujgurok mai helyzetét számos emberi jogi csoport elítéli, egyesek egyenesen genocídiumnak nevezik.

## Genetikai kutatások
Populációgenetikusok számára az ujgur populáció az egyik legjobb példa különböző népek keveredésére, ugyanis az ujgur nép a selyemút egyik fontos állomása körül alakult ki, kereskedelmileg összekötve Nyugat-Ázsiát, Kelet-Ázsiát és Közép-Ázsiát a mediterrán világgal. Genetikailag az ujgurok a kelet-ázsiai, közel-keleti és európai népek rendkívül vegyes genetikai állományát hordozzák.
Egy 2017-ben végzett átfogó genomvizsgálat során 951 ujgur mintát elemeztek 14 hszincsiangi földrajzi alpopulációból, és megfigyelték a népesség délnyugati és északkeleti differenciálódását, amelyet részben a természetes gátat képező Tianshan-hegység okoz, a keletről és nyugatról érkező génáramlással. A tanulmány négy fő őskomponenst azonosított, amelyek két korábbi keveredett csoportból származhatnak: egy nyugat-eurázsiai komponenst, amely európai származással (25-37%), egy dél-ázsiai/indiai származású komponenst (12-20%), valamint két kelet-eurázsiai komponenst szibériai (15-17%) és kelet-ázsiai származással (29-47%). Összességében az ujgurok átlagosan 44-64%-ban szibériai/kelet-ázsiai, 33,2%-ban európai és 17,9%-ban dél-ázsiai (India) származásúak.